# Gherla

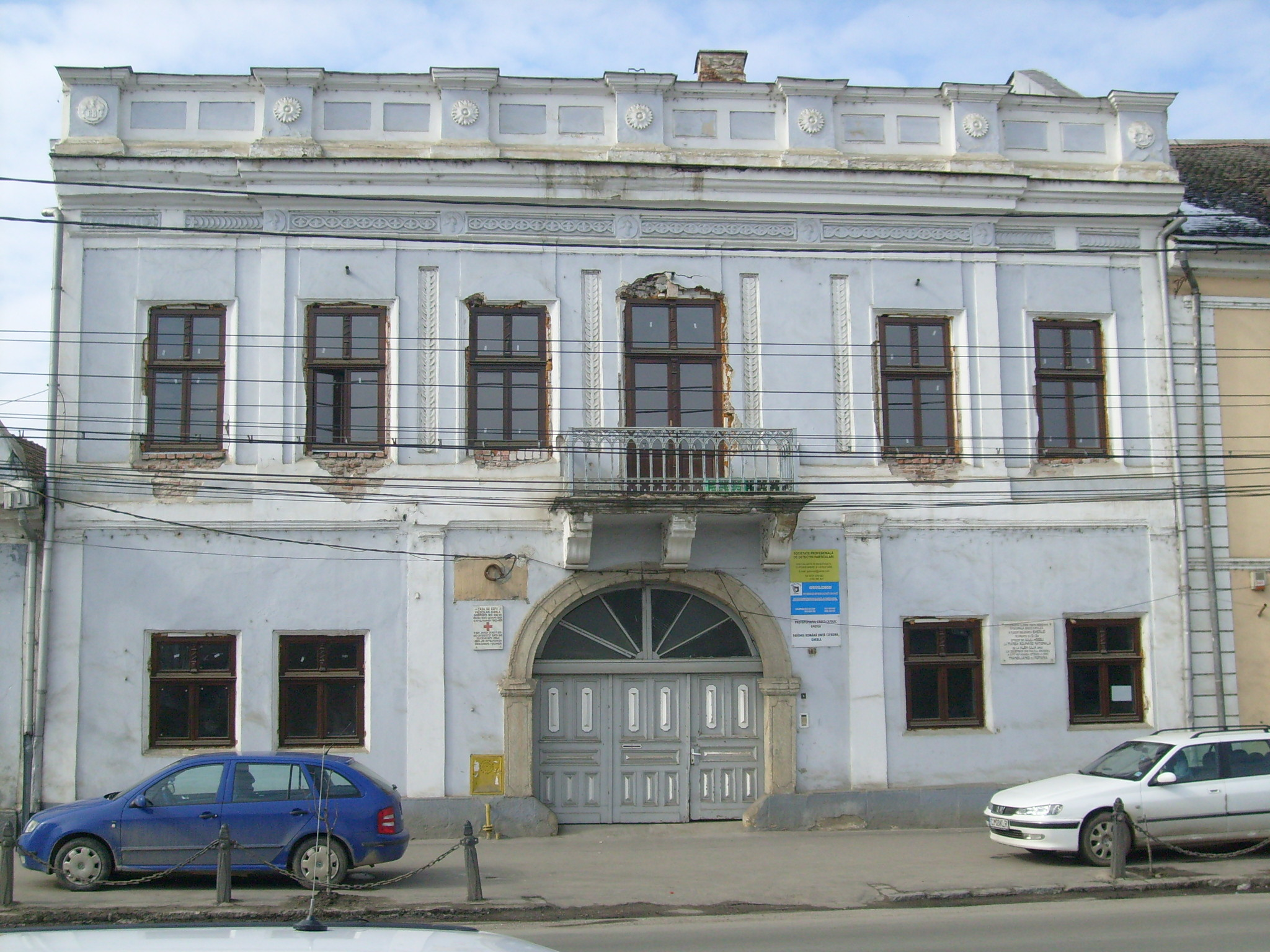

Gherla (Hongaars: Szamosújvár of Örményváros, Armeens: Hayakaghak, Latijn: Armenopolis, Duits: Neuschloss or Armenierstadt) is een stad in het district Cluj in Transsylvanië, Roemenië. Het ligt op 45 km van de stad Cluj-Napoca aan de bovenloop van de Someș, een oostelijke zijrivier van de Tisza. De stad telde in 2002 zo'n 24.083 inwoners, waarvan 19.243 (79.9%) Roemenen, 4.086 (17.0%) Hongaren, 657 (2.7%) Roma en 97 anderen, waaronder 31 Armeniërs en 30 Duitstaligen.

## Geschiedenis
Gherla wordt in 1291 voor het eerst vermeld onder de naam Gerlahida. In 1552 wordt het bekend onder de naam Wyiwar (Újvár). De plaats wordt belangrijk als er in 1540 een burchtkasteel wordt gebouwd. In 1661 vallen de Turken het burchtkasteel binnen. In de 18e eeuw vestigt een grote groep Armeniërs zich in Gherla. In 1700 krijgen de Armeniërs toestemming van de Hongaarse koning een eigen stad te bouwen. Het was hiermee de eerste geplande stad in Oost-Europa en het stratenpatroon is tot op de dag van vandaag ongewijzigd. Tussen 1849 en 1876 is Gherla de hoofdstad van het comitaat Doboka. Als dit comitaat samen wordt gevoegd met het comitaat Szolnok tot Szolnok-Doboka verliest Gherla haar positie als hoofdstad. In 1918 komt het gebied onder Roemeens bestuur en verliest de stad veel Hongaarse inwoners. Aan het begin van de 20e eeuw is het dan gedaan met het Hongaars-Armeense karakter. In de jaren 50 trekken veel Roemenen vanuit de omgeving naar Gherla en deze Roemenen vormen nu de meerderheid van de inwoners.

## Bevolking
In 1910 heeft het toenmalige Szamosújvár 6857 inwoners waarvan de Hongaren met 4630 personen de meerderheid vormen.
In 2011 wonen er 20.403 inwoners waarvan de Hongaren met 16,9% nog een minderheid zijn.  

### Hongaarse gemeenschap
De Hongaarse gemeenschap van Szamosujvar (Gherla) heeft de beschikking over een eigen onderwijscentrum waarin zowel een basisschool als middelbaar onderwijs is ondergebracht; Szamosújvári Magyar Tannyelvű Elméleti Líceum
Liceul Teoretic cu Predare în Limba Maghiară Gherla.
Steden met gemeentestatus: Cluj-Napoca · Turda · Câmpia Turzii · Dej · Gherla

Stad zonder gemeentestatus: Huedin

Gemeenten: Aghireșu · Aiton · Aluniș · Apahida · Așchileu Mare · Baciu · Băișoara · Beliș · Bobâlna · Bonțida · Borșa · Buza · Căianu · Călățele · Cămărașu · Căpușu Mare · Cășeiu · Cătina · Câțcău · Ceanu Mare · Chinteni · Chiuiești · Ciucea · Ciurila · Cojocna · Cornești · Cuzdrioara · Dăbâca · Feleacu · Fizeșu Gherlii · Florești · Frata · Gârbău · Geaca · Gilău · Iara · Iclod · Izvoru Crișului · Jichișu de Jos · Jucu · Luna · Măguri-Răcătău · Mănăstireni · Mărgău · Mărișel · Mica · Mihai Viteazu · Mintiu Gherlii · Mociu · Moldovenești · Negreni · Pălatca · Panticeu · Petreștii de Jos · Ploscoș · Poieni · Râșca · Recea-Cristur · Săcuieu · Săndulești · Săvădisla · Sânncraiu · Sânmartin · Sânpaul · Someșeni · Sic · Suatu · Tritenii de Jos · Tureni · Țaga · Unguraș · Vad · Valea Ierii · Viișoara · Vultureni